# Belezma Nationalpark
Belezma Nationalpark (arabisk:الحظيرة الوطنية بلزمة) er en af de vigtigste nationalparker i Algeriet. Den blev oprettet i 1984 og ligger i Batna-provinsen på skråningerne af Belezmabjergene, en undergruppe af Aurèsbjergene.

## Geografi
Parken dækker et areal på 262,5 km2. De vigtigste toppe i parkens område er det  2.136 m høje Djebel Tichaou og den 2.178 m høje Djebel Refaâ, der er den højeste top i Belezmakæden.

## Miljø
Biosfærereservatet omfatter adskillige historiske steder, huler og grave, som repræsenterer spor af gamle civilisationer. Den rige mosaik af levesteder omfatter græsgange, skove, græsarealer, krat, foden, floder og miner. Klimaet spænder fra køligt underfugtigt til tørt halvtørt. Der er 447 arter af flora (14% af den nationale total) og 309 arter af fauna, hvoraf 59 er beskyttede arter. Det er det største levested for Atlas-cederen .  Parken er blevet udpeget som et vigtigt fugleområde (IBA) af BirdLife International, fordi den understøtter betydelige bestande af mange fuglearter.